# Château de Kergeorget
Le château de Kergeorget est situé à Sarzeau en France.

## Localisation
Le château est situé sur le territoire de la commune de Sarzeau, au lieu-dit Kergeorget, dans le département du Morbihan en région Bretagne.

## Description
Le château date du XIXe siècle, édifice à un étage carré et étage de comble, élévation ordonnancée, construit en granite,  ouvertures et balcons en calcaire. Toiture à longs pans est couverte d'ardoises, pignon découvert. Escalier hors-œuvre : escalier à vis en charpente.

## Historique
Château du XIXe siècle. Il aurait été construit vers 1860 pour Amédée de Francheville, peut-être par Jacques Mellet, architecte rennais. Restauré en 1992 avec ajout d'une véranda surmontée d'une terrasse moderne. Réemploi d'une cheminée du XVIIe siècle.
Il est inscrit à l'inventaire général du patrimoine culturel en 1992.